# Hookeriopsis latifrondea
Hookeriopsis latifrondea är en bladmossart som beskrevs av Brotherus 1907. Hookeriopsis latifrondea ingår i släktet Hookeriopsis och familjen Hookeriaceae. Inga underarter finns listade i Catalogue of Life.